# TYS夕やけニュースショー
『TYS夕やけニュースショー』（ティーワイエス ゆうやけニュースショー）は、テレビ山口が月曜から金曜の18:00から18:30に放送していた山口県向けのローカルワイドニュース番組である。

## 概要
1970年のTYS開局から5年後の1975年、それまでTYSでは、毎日数分間のニュースしか放送しておらず、社内のほとんどが30分間の放送枠のワイドニュースの制作に反対していたが、初代キャスターを務める吉田聖らが中心となって企画会議などの番組の検討を進めていき、同年3月31日に番組はスタートした。
当時、ローカルニュースに30分以上の時間を取って放送する局は青森放送（RABニュースレーダー）、毎日放送（MBSナウ）、中部日本放送（CBCニュースワイド）、静岡放送（SBSテレビ夕刊）などごくわずか。勿論、ほかの山口の放送局（山口放送、NHK山口放送局）もワイドニュースは放送していなかった（山口放送は『KRY テレビ夕刊』を放送していたが、1974年（第2期終了）に一旦中断していたが、その後の1976年に再開（第3期開始）。また、当初は30分枠ではなかった）。それだけに、当時のローカルテレビ局にとってこのローカルニュースワイドの放送は一つの挑戦とも言えた。
なお、ワイドニュースを作ることができなかった背景としては、技術力や人材不足も原因があったが、当時、TYSでは、フィルムの使用がかなり制限されていたため、長時間にわたってカメラを回せなかったり、予備のスチールカメラも使用枚数が綿密に制限されていたこともあった。
第1回目の放送では、中国自動車道の山口インターチェンジから小郡インターチェンジまでの開通の式典に関するものだった。初期の頃には、インタビューコーナーや農業・漁業に関するコーナーもあった。
スタート当初は上記のようにインタビューなどニュース以外のコーナーもあり、タイトルに「ニュースショー」が付いていたが、ニュースの方が多くなっていったため、番組開始から9か月後の1976年12月にタイトルから「ショー」が外れて「TYS夕やけニュース」となり、1985年まで続いた。
この番組が終了した後、2001年4月（番組終了から16年後）から2005年3月（番組第1回目の放送から満30年目）まで、リメイク版として『夕やけニュース21』が放送された。
番組タイトルには最初苦慮したようで、番組ディレクターはいくつも案を出したものの、イマイチしっくりこないうちに当時の編成部長がやってきて、当時の編成部長がディレクターの前で「たとえば、〝夕やけニュース〟…（なんていかがでしょう?）」と発言した際に、そのディレクターが「それで行こう」と決めたという（『テレビ山口二十年史』より）。その理由としては、「夕やけ」という言葉自体が老若問わず親しまれていたことから。

## 歴代キャスター
- 吉田聖
- 伊藤英春
- 小林真人

| テレビ山口 平日の夕方のローカルニュース | テレビ山口 平日の夕方のローカルニュース     | テレビ山口 平日の夕方のローカルニュース |
| 前番組                                  | 番組名                                      | 次番組                                  |
| --------------------------------------- | ------------------------------------------- | --------------------------------------- |
| -                                       | TYS夕やけニュースショー ↓ TYS夕やけニュース | TYSニュース6                            |